# Улица Олега Михнюка
Улица Олега Михнюка (укр. Вулиця Олега Міхнюка) — улица в Деснянском районе города Чернигова. Пролегает от улицы Береговая до проспекта Победы — площади Пять углов.
Примыкают улицы Шевченко, Батуринская (Лермонтова), Валерия Сараны (переулок Лермонтова), Гетмана Полуботка, Михайлофёдоровская, переулок Олега Михнюка (1 Мая).

## История
Улица Немецкая слобода — одна из древнейших улиц города, значительная часть которой пролегала по Предгардью. Название связано с тем, что после Полтавской битвы (1709) здесь были поселены пленные шведы, которых называли немцами. Затем была переименована на Вознесенская улица — в честь Вознесенской церкви, расположенная на улице напротив семинарии (угол современных улиц Олега Михнюка и Гетмана Полуботка) в период 1713—1875 годы. Изначально улица пролегала до площади Пяти углов (современного проспекта Победы), затем — до слияния (примыкания) с улицей Петербургской (современная Александра Молодчего). В 1919 году Вознесенская улица переименована на улица 1 Мая
В конце 1980-х годов участок улицы 1 Мая между улицей Шевченко и проспектом Победы (площадь Пять углов) был выделен в отдельную улицу Воинов-Интернационалистов — в честь погибших воинов(-интернационалистов)-черниговцев в Афганистане 1979—1989 годы — с сохранением нумерации домов.
Улица подлежала переименованию, согласно закону про декоммунизацию, и как поясняет представитель Института национальной памяти в Черниговской области Сергей Будко термин «воин-интернационалист» является советским пропагандистским штампом.
По инициативе Украинского общества ветеранов Афганистана, 19 февраля 2016 года улица получила современное название — в честь участника Афганской войны и войны на Донбассе, Героя Украины, уроженца Черниговщины Олега Ивановича Михнюка, согласно распоряжению городского главы В. А. Атрошенко Черниговского городского совета № 54-р «Про переименование улиц города» («Про перейменування вулиць та провулків міста»)
Для упорядочивания наименований улиц города, 1 августа 2022 года переулок 1 Мая переименован на переулок Олега Михнюка — по наименованию улицы от которой пролегает, согласно Решению Черниговского городского совета № 19/VIII-6 «Про переименование улиц в городе Чернигове» («Про перейменування вулиць у м. Чернігові»).

## Застройка
Улица пролегает в северо-западном направлении и большая её часть (от начала до примыкания улицы Гетмана Полуботка) — вдоль реки Стрижень (в её пойме), на её левом берегу.
Улица вместе с проспектами Победы и Михаила Грушевского (улица 1 Мая), улицами Александра Молодчего и Любомира Боднарука образовывает площадь Пять углов.
Начало улицы — аллея лесопарка Кордовка (длиной 400 м), без проезда для автомобильного транспорта. Затем до примыкания Батуринской улицы (Лермонтова) непарная сторона улицы занята многоэтажной жилой застройкой (9-этажные здания общежитий, 5-этажные дома), парная — не застроена. Далее непарная сторона улицы занята усадебной застройкой (есть один 10-этажный дом), парная — не застроена (до примыкания улицы Гетмана Полуботка), территория военного госпиталя (до примыкания переулка 1 Олега Михнюка), усадебная застройка.
Учреждения:
1. дом № 2/40 — военный госпиталь
2. дом № 13/22 — отделение связи № 13

Памятники архитектуры и истории:
1. дом № 2/40 — Церковь Михаила и Фёдора (1801—1806) — архитектуры местного значения
2. дом № 2/40 — Комплекс зданий госпиталя (1952) — архитектуры местного значения и Здание Черниговской духовной семинарии (XIX век) — истории местного значения

Есть ряд значимых или рядовых исторических зданий, что не являются памятниками архитектуры или истории: усадебные дома № 6, 8, 10, 17/2, 29, 31/42, 33, 37, 43, 47, 47 А, 53.
Мемориальные доски:
1. дом № 2/40 — украинскому советскому писателю и поэту Василию Михайловичу Эллан-Блакитному — на здании семинарии (сейчас военный госпиталь), где учился
2. дом № 2/40 — украинскому советскому композитору и хоровому дирижёру Григорию Гурьевичу Верёвке — на здании семинарии (сейчас военный госпиталь), где учился
3. дом № 2/40 — украинскому советскому поэту, государственному деятелю Павлу Григорьевичу Тычине — на здании семинарии (сейчас военный госпиталь), где учился
4. дом № 2/40 — русскому революционеру, советскому партийному и государственному деятелю Николаю Ильичу Подвойскому — демонтирована — на здании семинарии (сейчас военный госпиталь), где учился
5. дом № 13/22 — в память погибших воинов-черниговцев в Афганистане 1979—1989 годы — комментарий старого именования улицы
6. дом № 13/22 — Герою Украины, защитнику независимости Украины Олегу Ивановичу Михнюку — комментарий нового именования улицы

## Переулок Олега Михнюка
По названию улицы именуется переулок Олега Михнюка (до 1919 — Вознесенский, 1919—2022 — 1 Мая) длиной 250 м — от улицы Олега Михнюка до тупика. Проложен во 2-й половине XIX века. Переулок занят усадебной застройкой, учреждениями обслуживания (дом № 3А — амбулатория горбольницы № 2, отделение профмедосмотров горбольницы № 1), нежилой застройкой.